# Hemistigma ouvirandrae
Hemistigma ouvirandrae là loài chuồn chuồn trong họ Libellulidae. Loài này được Förster mô tả khoa học đầu tiên năm 1914.